# Diócesis de Bayeux-Lisieux
La diócesis de Bayeux-Lisieux (en latín: Dioecesis Baiocensis-Lexoviensis y en francés: Diocèse de Bayeux et Lisieux) es una circunscripción eclesiástica de la Iglesia católica en Francia. Se trata de una diócesis latina, sufragánea de la arquidiócesis de Ruan. Desde el 10 de noviembre de 2020 su obispo es Jacques Habert.

## Territorio y organización

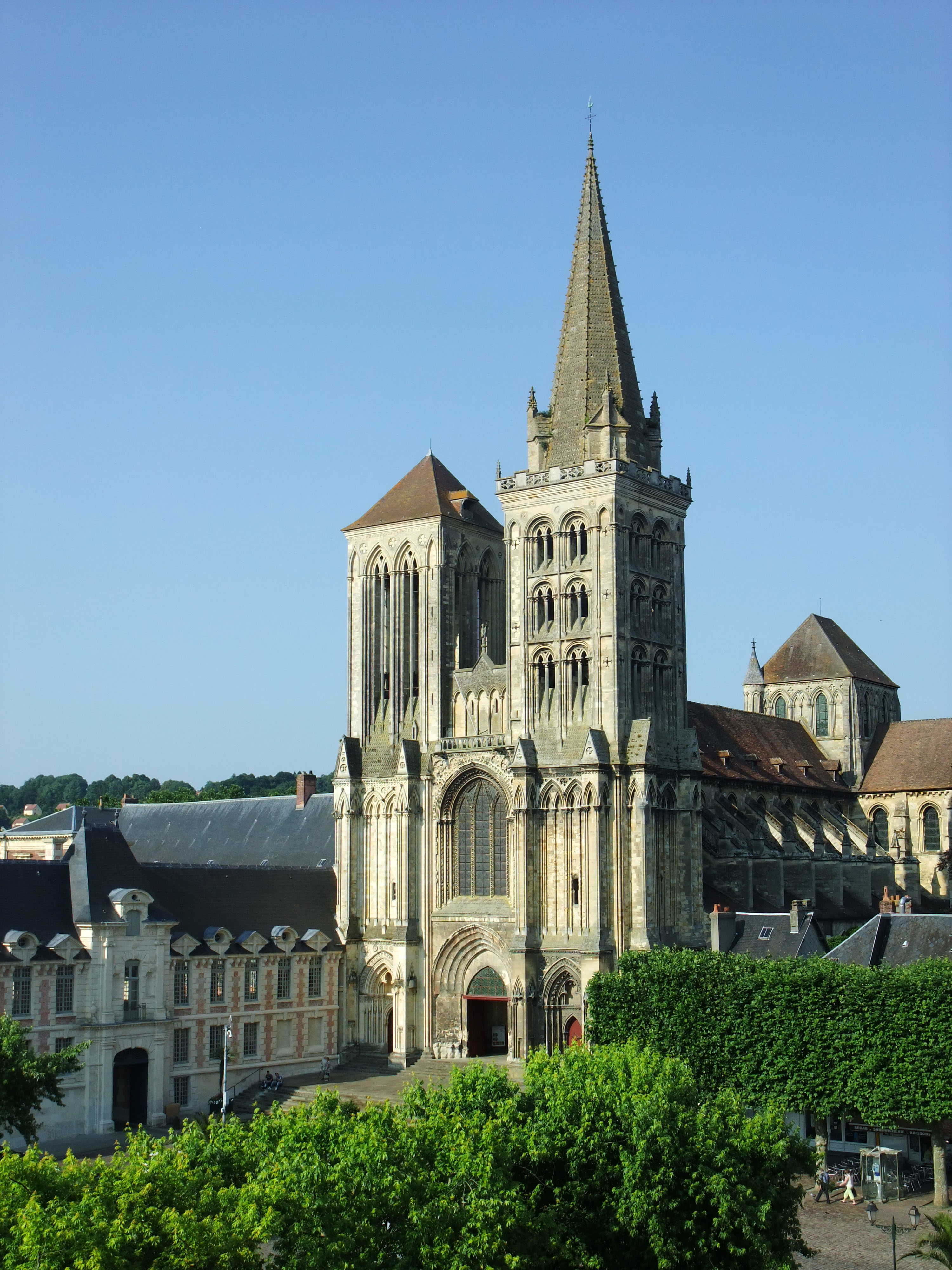
Concatedral de San Pedro, en Lisieux

La diócesis tiene 5548 km² y extiende su jurisdicción sobre los fieles católicos de rito latino residentes en el departamento de Calvados en la región de Normandía.

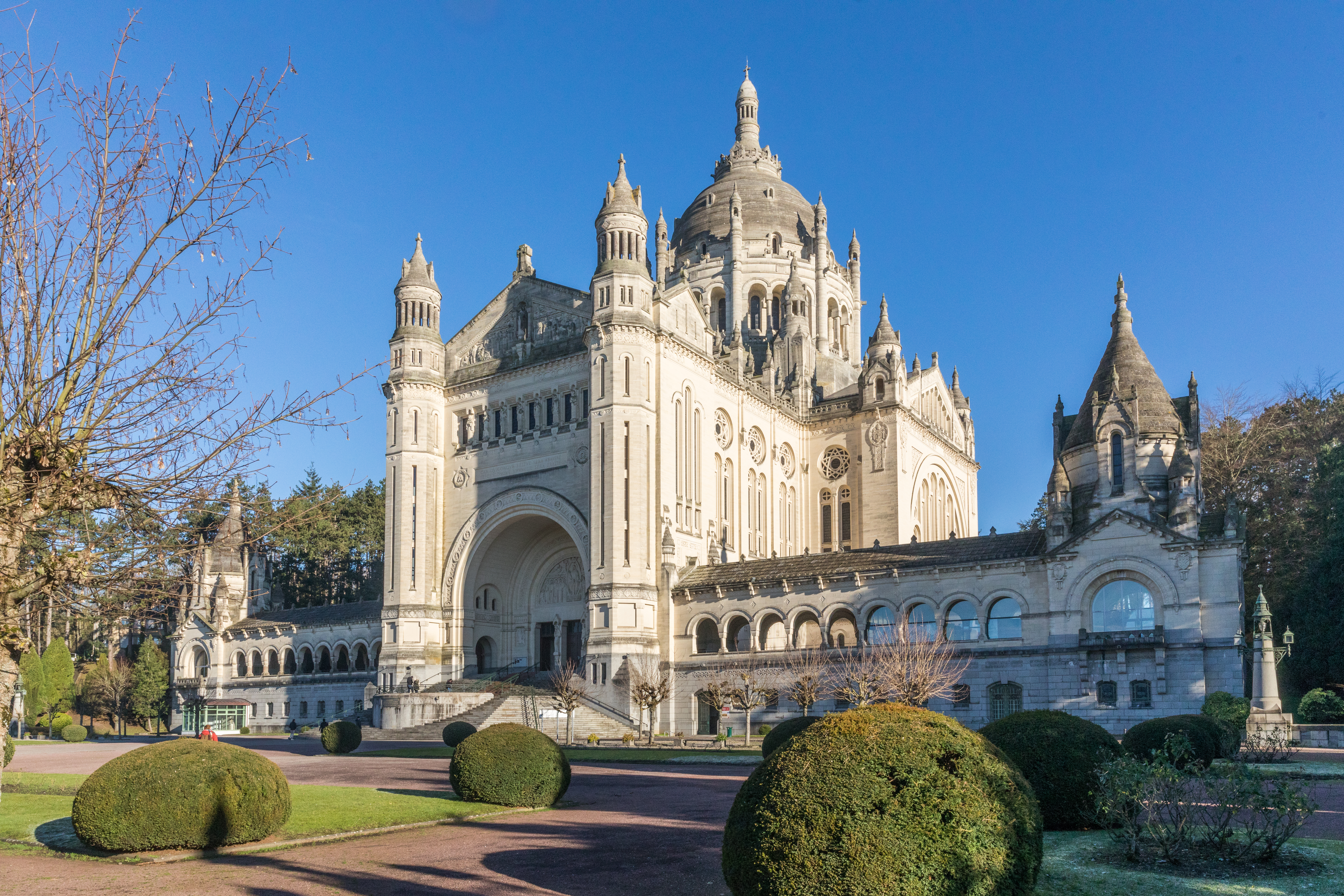
Basílica de Santa Teresa, en Lisieux

La sede de la diócesis se encuentra en la ciudad de Bayeux, en donde se halla la Catedral de Nuestra Señora. En Lisieux se halla la Concatedral de San Pedro y la basílica santuario de Santa Teresa, un importante centro de peregrinación. En Douvres-la-Délivrande se encuentra la basílica de Nuestra Señora de la Liberación.

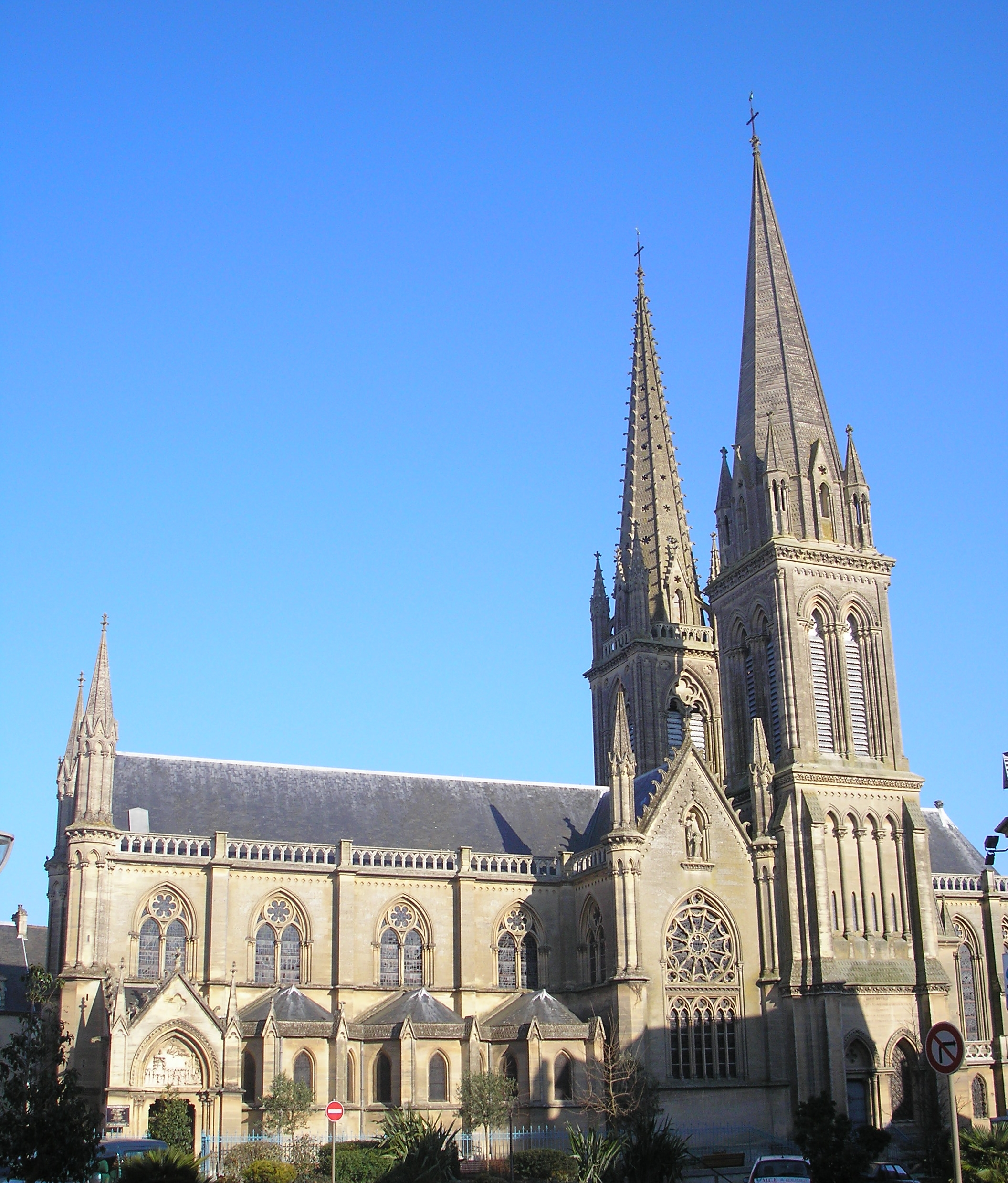
Basílica de Nuestra Señora de la Liberación, en Douvres-la-Délivrande

En 2023 en la diócesis existían 51 parroquias agrupadas en 10 polos misioneros (pôles missionnaires): Bayeux, Vire, Villers-Bocage, Falaise, Pont-L'Evêque, Lisieux, Douvres-la-Délivrande, Bretteville-sur-Laize, Agglomération caennaise 1 y Agglomération caennaise 2.

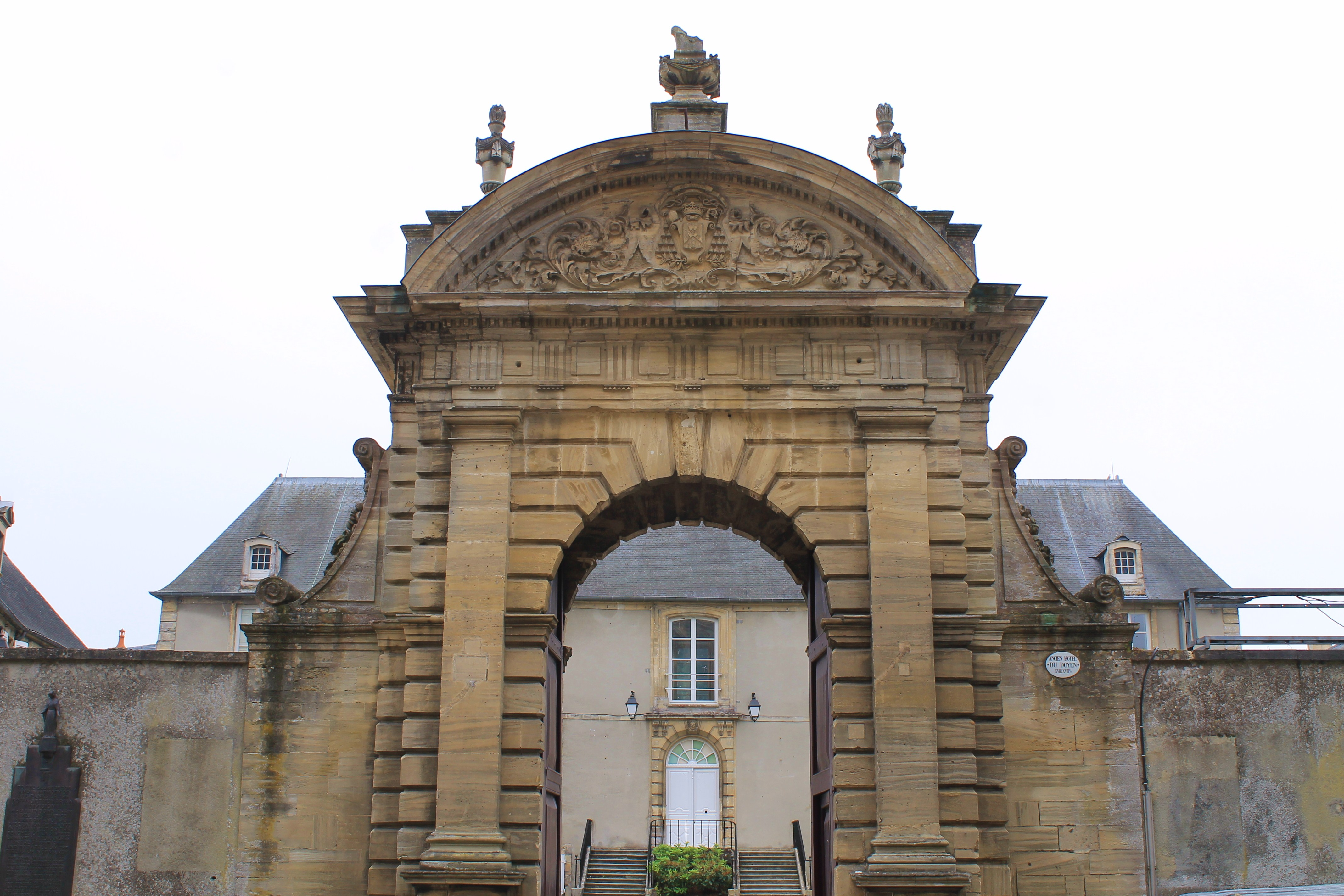
Antiguo palacio episcopal de Bayeux, hoy sede del museo Baron Gérard

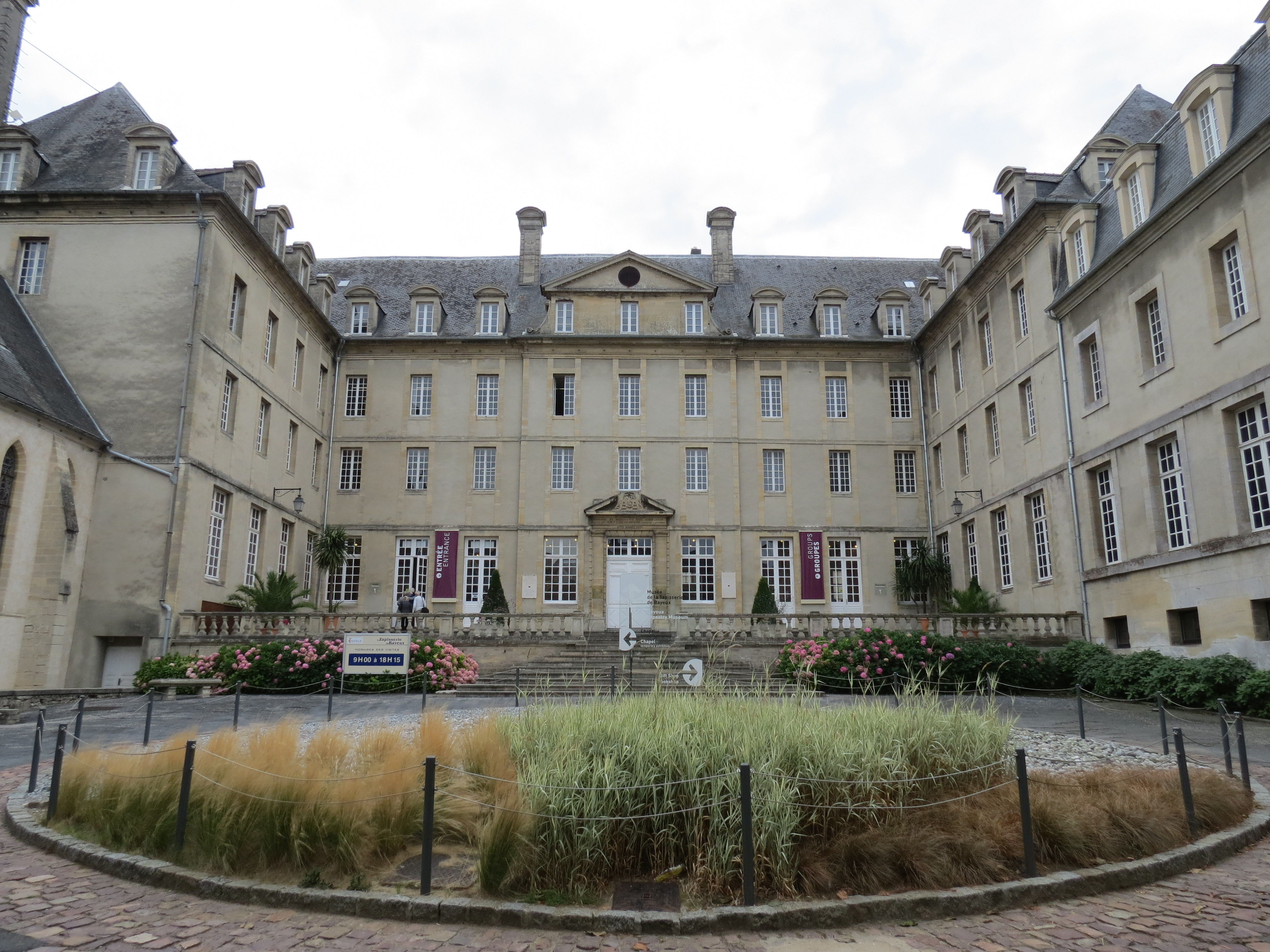
Antiguo seminario diocesano, construido a partir de 1693, hoy sede de instituciones culturales citadinas

## Historia
La diócesis fue erigida después de mediados del siglo IV. Según una tradición, atestiguada ya en el siglo IX, el protoobispo y fundador de la diócesis fue san Exuperio: la opinión más común y extendida entre los historiadores es que Exuperio vivió en el siglo IV. El primer obispo históricamente documentado es Leucadio, que participó en el Concilio de Orleans en 538 y estuvo representado en los de 541 y 549.
Augustodurum, capital del pueblo celta de los bodiocasses, fue una civitas de la provincia romana de la Galia Lugdunense II, como atestigua la Notitia Galliarum de principios del siglo V. Desde el punto de vista religioso, así como civil, Bayeux dependía de la provincia eclesiástica de la arquidiócesis de Ruan, sede metropolitana provincial.
La catedral fue construida en estilo románico durante el episcopado de Odón († 1097) y renovada, tras un incendio, a partir del siglo XIII en estilo gótico.
En la Edad Media la diócesis de Bayeux gozaba de gran prestigio y el capítulo era uno de los más ricos de Francia. Sobre todo, era importante la biblioteca capitular, rica en más de 250 manuscritos y que incluía antiguos misales, breviarios y otros libros litúrgicos; habiendo sido destruida y dispersada durante la Reforma protestante, fue reconstruida por los canónigos, con la colección de los pocos manuscritos originales supervivientes y copias de los destruidos.
En 1300 se celebró en Bayeux un sínodo sobre la disciplina del clero.
El 25 de noviembre de 1641 san Juan Eudes fundó en Caen la Orden de Nuestra Señora de la Caridad, dedicada a la protección de las niñas, que se generalizó en Francia.
Durante el episcopado de François de Nesmond († 1715), como parte de la contrarreforma católica, se establecieron en la ciudad cinco nuevas instituciones religiosas; el obispo también fue responsable del establecimiento del seminario diocesano en 1693.
En el momento del inicio de la Revolución francesa, la diócesis incluía más de 600 parroquias, agrupadas en 17 decanatos y 4 arcediantos: Bayeux (211 parroquias divididas en 6 decanatos), Caen (108 parroquias y 4 decanatos), Hyemes (133 parroquias y 3 decanatos) y Veys (154 parroquias y 4 decanatos). Además, dos enclaves de la diócesis de Coutances (5 parroquias, incluida la de Sainte-Mère-Église) y Lisieux (la llamada exención de Cambremer, que incluía la abadía cisterciense de Val-Richer y 9 parroquias) pertenecían a la diócesis.
Además, de la antigua diócesis pertenecían 12 abadías masculinas y 2 femeninas. Entre las abadías masculinas: las benedictinas de Cerisy-la-Forêt, cuya iglesia es uno de los monumentos más bellos de la arquitectura normanda del siglo XI, y la de San Esteban de Caen, conocida como Abbaye-aux-Hommes, fundada por Guillermo el Conquistador y lugar de su primer entierro; los cistercienses de Notre-Dame de Torigny y Notre-Dame de Val-Richer; la abadía premonstratense de Notre-Dame d'Ardennes, fundada en 1121 por el abad Gilbert, hijo espiritual de san Norberto; la abadía femenina Santísima Trinidad de Caen, conocida como Abbaye-aux-Dames.
Tras el concordato con la bula Qui Christi Domini del papa Pío VII del 29 de noviembre de 1801, la diócesis se hizo coincidir con el nuevo departamento de Calvados: la antigua diócesis se amplió, incorporando parte de la suprimida diócesis de Lisieux, incluida la exención de Cambremer, y algunas parroquias de las diócesis de Coutances (excluyendo el enclave de Sainte-Mère-Eglise) y Séez.
El 12 de junio de 1854 los obispos de Bayeux obtuvieron el derecho de añadir a su título el de la diócesis de Lisieux, pero por decreto del Dicasterio para los Obispos del 6 de enero de 2025, y que entró en vigor el 25 de marzo siguiente, la diócesis asumió su nombre de Bayeux-Lisieux.

## Estadísticas
Según el Anuario Pontificio 2024 la diócesis tenía a fines de 2023 un total de 408 200 fieles bautizados.
| Año                                                                             | Población            | Población | Población      | Sacerdotes | Sacerdotes    | Sacerdotes    | Bautizados por sacerdote | Diáconos permanentes | Religiosos | Religiosos | Parroquias |
| Año                                                                             | Bautizados católicos | Total     | % de católicos | Total      | Clero secular | Clero regular | Bautizados por sacerdote | Diáconos permanentes | Varones    | Mujeres    | Parroquias |
| ------------------------------------------------------------------------------- | -------------------- | --------- | -------------- | ---------- | ------------- | ------------- | ------------------------ | -------------------- | ---------- | ---------- | ---------- |
| 1950                                                                            | 350 000              | 400 000   | 87.5           | 513        | 509           | 4             | 682                      |                      | 145        | 2826       | 718        |
| 1958                                                                            | 380 000              | 442 991   | 85.8           | 485        | 479           | 6             | 783                      |                      | 128        | 1854       | 720        |
| 1969                                                                            | 510 000              | 519 000   | 98.3           | 541        | 464           | 77            | 942                      |                      | 77         |            | 256        |
| 1980                                                                            | 500 000              | 570 000   | 87.7           | 452        | 368           | 84            | 1106                     | 1                    | 120        | 1319       | 722        |
| 1990                                                                            | 525 000              | 614 000   | 85.5           | 371        | 288           | 83            | 1415                     | 8                    | 126        | 1015       | 724        |
| 1999                                                                            | 475 000              | 618 478   | 76.8           | 300        | 229           | 71            | 1583                     | 17                   | 111        | 727        | 51         |
| 2000                                                                            | 475 000              | 648 385   | 73.3           | 289        | 226           | 63            | 1643                     | 17                   | 92         | 701        | 51         |
| 2001                                                                            | 475 000              | 648 385   | 73.3           | 289        | 222           | 67            | 1643                     | 19                   | 99         | 667        | 51         |
| 2002                                                                            | 460 000              | 648 385   | 70.9           | 278        | 215           | 63            | 1654                     | 19                   | 93         | 630        | 51         |
| 2003                                                                            | 461 000              | 649 047   | 71.0           | 270        | 207           | 63            | 1707                     | 19                   | 91         | 630        | 51         |
| 2004                                                                            | 461 000              | 647 833   | 71.2           | 240        | 203           | 37            | 1920                     | 20                   | 47         | 597        | 50         |
| 2006                                                                            | 461 000              | 647 933   | 71.1           | 247        | 192           | 55            | 1866                     | 18                   | 67         | 585        | 51         |
| 2012                                                                            | 493 700              | 694 600   | 71.1           | 209        | 166           | 43            | 2362                     | 18                   | 69         | 597        | 51         |
| 2015                                                                            | 416 500              | 685 262   | 60.8           | 186        | 136           | 50            | 2239                     | 20                   | 85         | 458        | 51         |
| 2018                                                                            | 405 940              | 692 400   | 58.6           | 158        | 108           | 50            | 2569                     | 23                   | 66         | 435        | 51         |
| 2020                                                                            | 405 800              | 692 000   | 58.6           | 158        | 109           | 49            | 2568                     | 31                   | 66         | 457        | 51         |
| 2022                                                                            | 406 160              | 694 056   | 58.5           | 152        | 104           | 48            | 2672                     | 31                   | 61         | 385        | 51         |
| 2023                                                                            | 408 200              | 697 547   | 58.5           | 143        | 97            | 46            | 2854                     | 27                   | 52         | 362        | 51         |
| Fuente: Catholic-Hierarchy, que a su vez toma los datos del Anuario Pontificio. |                      |           |                |            |               |               |                          |                      |            |            |            |

### Vida consagrada
Los institutos y sociedades de vida apostólica presentes en la diócesis de Bayeux son: Ursulinas de Unión Romana, Congregación de Nuestra Señora de la Fidelidad (Espace Khaïré), Orden de Nuestra Señora del Monte Carmelo, Orden de las Carmelitas Descalzas, Siervas de Jesús de Verdun, Hermanas de la Providencia de Lisieux, Orden de la Anunciación de la Virgen María, Hermanas Misioneras del Evangelio, Orden de Monjas de San Benito, Orden de Canónigos Premonstratenses, Oblatas de Santa Teresa del Niño Jesús.

## Episcopologio

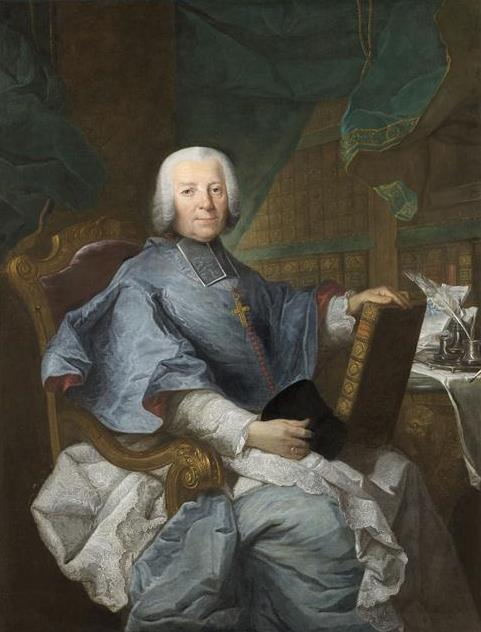
Pierre-Jules-César de Rochechouart (1698-1781) ocupó la sede de Bayeux de 1753 a 1776

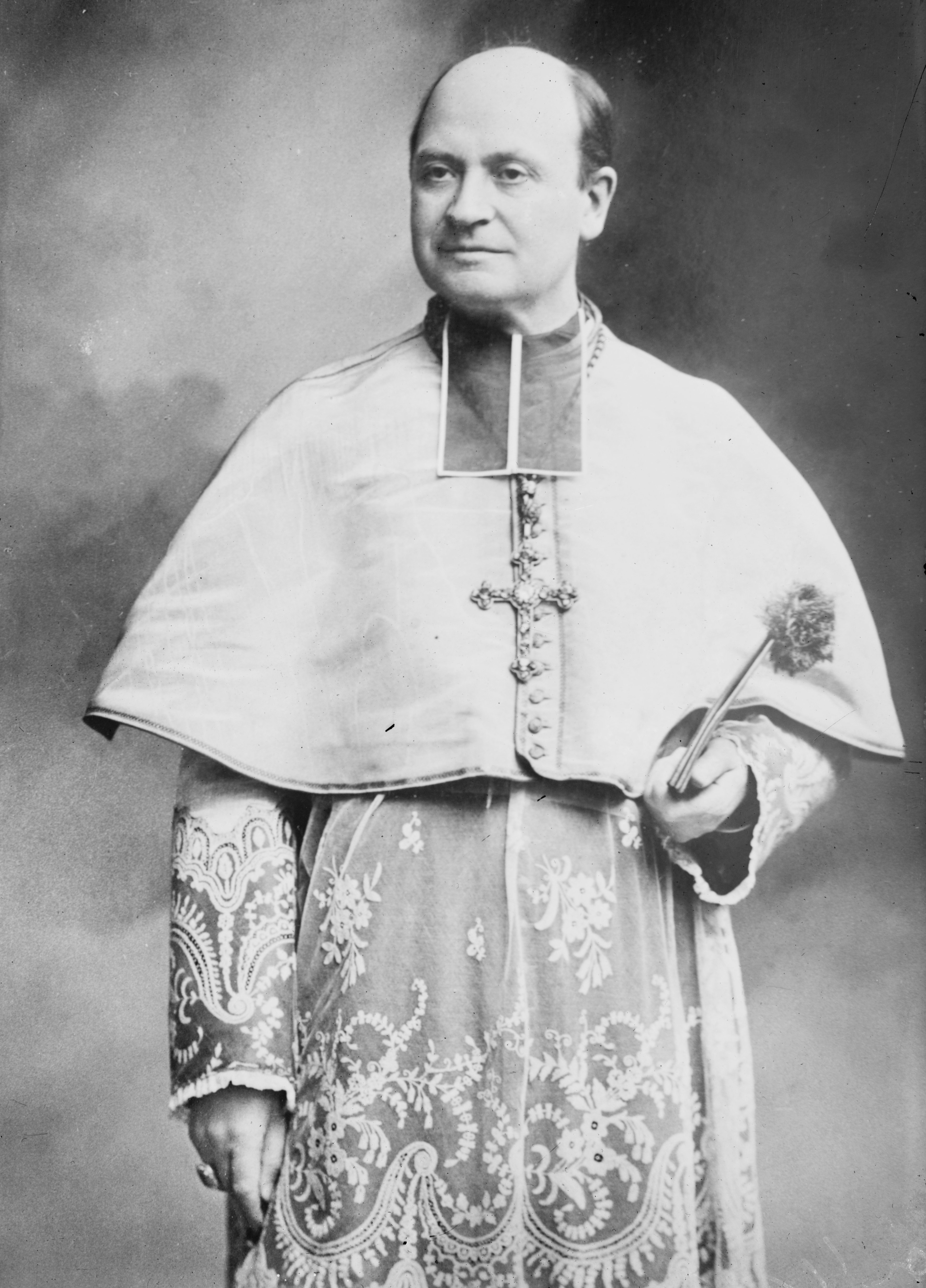
El cardenal Léon-Adolphe Amette (1850-1920) fue obispo de Bayeux y de Lisieux entre 1898 y 1906

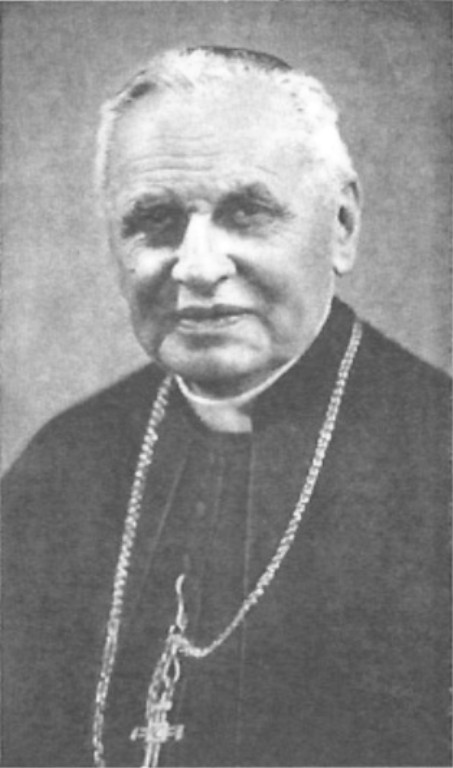
El cardenal Emmanuel Suhard (1874-1949) se sentó en la sede de san Esuperio de 1928 a 1930

Los catálogos episcopales de Bayeux, que datan de los siglos XII y XIII, son fiables e históricamente documentables sólo a partir del obispo Hugues d'Ivry (principios del siglo XI). En cuanto a los obispos anteriores, el catálogo resulta incompleto (faltan al menos 12 obispos determinados) y también presenta una serie de 14 santos obispos, en su mayoría tomados de tradiciones hagiográficas y litúrgicas de dudosa historicidad y, en cualquier caso, no fácilmente datables.
- San Exuperio † (siglo IV)
- San Rufiniano † (primera mitad del siglo V)
- San Lupo † (segunda mitad del siglo V)[nota 1]
- San Patrizio †
- San Manveo †
- San Contesto †[nota 2]
- San Vigor † (inicios del siglo VI)[nota 3]
- Leucadio † (antes de 538-después de 549)
- Lascivo † (mencionado en 557/573)[nota 4]
- Leudovaldo † (antes de 581-después de 614)
- San Geretrando †[nota 5]
- San Ragnoberto † (antes de 627-después de 667)[nota 6]
- San Gerboldo † (mencionado en 688/689)
- San Framboldo †[nota 7]
- San Ugo † (circa 723-8 de abril de 730 falleció)
- Leodeningo † (mencionado en 762)
- Tioro †[nota 8]
- Carevilto † (mencionado en 833)
- Arimberto † (antes de 835-después de 838)
- San Sulpizio †[nota 9]
- Baltfrido † (antes de 847-858 falleció)
  - Tortoldo † (mencionado en 858) (usurpador)[nota 10]
- Ercamberto † (14 de junio de 859-después de 876)
- Enrico I † (antes de 927-después de 933)
- Ugo II † (mencionado en 965)
- Riccardo I † (antes de 968-después de 988)
- Raoul d'Avranches † (antes de junio de 990-después de 1006)
- Hugues d'Ivry † (antes de 1015-después del 3 de octubre de 1049 falleció)
- Oddone † (1049 o 1050-febrero de 1097 falleció)
- Turold de Brémoy (o d'Envermeu) † (1097-1106 renunció)
- Richard de Dover † (1107-1134 falleció)
- Richard de Gloucester † (1134-3 de abril de 1142 falleció)
- Philippe d'Harcourt † (1142-7 de febrero de 1164 falleció)
- Henri II † (1164-diciembre de 1205 falleció)
- Robert des Ablèges † (26 de febrero de 1206-29 de enero de 1231 falleció)
- Thomas de Freauville † (20 de marzo de 1232-mayo de 1238 falleció)
- Guy † (1241-27 de febrero de 1260 falleció)
- Eudes de Lory † (9 de mayo de 1263-8 de agosto de 1274 falleció)
- Gregorio di Napoli † (1274-11 de julio de 1276 falleció)
- Pierre de Beneis † (1276-23 de enero de 1306 falleció)
- Guillaume Bonnet † (27 de agosto de 1306-3 de abril de 1312 falleció)
- Guillaume de Trie † (12 de abril de 1312-28 de marzo de 1324 nombrado arzobispo de Reims)
- Pierre de Lévis † (28 de marzo de 1324-circa 1326 falleció)
- Pierre de Moussy † (16 de agosto de 1326-3 de enero de 1330 nombrado obispo de Carcasona)
- Guillaume de Beaujeu † (3 de enero de 1330-26 de octubre de 1337 falleció)
- Guillaume Bertrand † (23 de enero de 1338-14 de mayo de 1347 nombrado obispo de Beauvais)
- Pierre de Villaine † (14 de mayo de 1347-3 de septiembre de 1360 falleció)
- Louis Thézart † (6 de noviembre de 1360-14 de abril de 1374 nombrado arzobispo de Reims)
- Gauffroi † (14 de abril de 1374-1374 falleció)
- Milon de Dormans † (16 de junio de 1374-31 de enero de 1375 nombrado obispo de Beauvais)
- Nicolas du Bos † (31 de enero de 1375-19 de septiembre de 1408 falleció)
- Jean de Boissey † (26 de noviembre de 1408-3 de abril de 1412 falleció)
- Jean Langret † (30 de abril de 1412-14 de julio de 1419 falleció)
- Nicholas Habart † (27 de noviembre de 1420-29 de septiembre de 1431 falleció)
- Zanone Castiglioni † (29 de enero de 1432-11 de septiembre de 1459 falleció)
- Louis d'Harcourt † (18 de enero de 1460-14 de diciembre de 1479 falleció)
  - Charles de Neufchâtel † (6 de marzo de 1480-20 de julio de 1498 falleció) (administrador apostólico)
- René de Prie † (3 de agosto de 1498-24 de noviembre de 1516 renunció)
- Ludovico di Canossa, O.Cist. † (24 de noviembre de 1516-17 de abril de 1531 renunció)
- Pierre de Martigny † (17 de abril de 1531-13 de septiembre de 1531 falleció)
  - Agostino Trivulzio † (6 de octubre de 1531-30 de marzo de 1548 falleció) (administrador apostólico)
- Charles d'Humières † (16 de mayo de 1548-5 de diciembre de 1571 falleció)
- Bernardin de Saint-François † (12 de agosto de 1573-14 de julio de 1582 falleció)
- Mathurin de Savonnières † (9 de marzo de 1583-mayo de 1586 falleció)
  - Charles de Bourbon † (1586-1590 renunció) (administrador apostólico[12])
  - Sede vacante (1590-1598)
- René de Daillon du Lude † (11 de febrero de 1598-8 de marzo de 1600 falleció)
- Arnaud d'Ossat † (26 de junio de 1600-13 de marzo de 1604 falleció)
- Jacques d'Angennes † (5 de mayo de 1606-15 de mayo de 1647 falleció)
- Édouard Molé † (23 de noviembre de 1648-abril de 1652 falleció)
- François Servien † (9 de noviembre de 1654-febrero de 1659 falleció)
- François de Nesmond † (8 de agosto de 1661-16 de junio de 1715 falleció)
- Joseph-Emmanuel de La Trémoille † (8 de junio de 1716-11 de mayo de 1718 nombrado arzobispo de Cambrai)
- François-Armand de Lorraine † (18 de septiembre de 1719-9 de junio de 1728 falleció)
- Paul d'Albert de Luynes † (17 de agosto de 1729-21 de septiembre de 1753 renunció)[nota 11]
- Pierre-Jules-César de Rochechouard-Montigny † (26 de noviembre de 1753-27 de diciembre de 1776 renunció)
- Joseph-Dominique de Cheylus † (17 de febrero de 1777-22 o 24 de febrero de 1797 falleció)
  - Sede vacante (1797-1802)
- Charles Brault † (4 de mayo de 1802-1º de octubre de 1817 nombrado arzobispo de Albi)
- Jean Pradelle † (1º de octubre de 1817-2 de abril de 1818 falleció) 
  - Sede vacante (1818-1823)
- Charles-François Duperrier-Dumourier † (10 de marzo de 1823-17 de abril de 1827 falleció)
- Jean-Charles-Richard Dancel † (17 de septiembre de 1827-20 de abril de 1836 falleció)
- Louis-François Robin † (11 de julio de 1836-29 de diciembre de 1855 falleció)
- Charles-Nicolas-Pierre Didiot † (16 de junio de 1856-15 de junio de 1866 falleció)
- Flavien-Abel-Antoinin Hugonin † (22 de febrero de 1867-2 de mayo de 1898 falleció)
- Léon-Adolphe Amette † (28 de noviembre de 1898-21 de febrero de 1906 nombrado arzobispo coadjutor de París[nota 12])
- Thomas-Paul-Henri Lemonnier † (13 de julio de 1906-29 de diciembre de 1927 falleció)
- Emmanuel Célestin Suhard † (6 de julio de 1928-23 de diciembre de 1930 nombrado arzobispo de Reims)
- François-Marie Picaud † (12 de septiembre de 1931-5 de agosto de 1954 renunció[nota 13])
- André Jacquemin † (29 de octubre de 1954 por sucesión-10 de diciembre de 1969 renunció[nota 14])
- Jean-Marie-Clément Badré † (10 de diciembre de 1969-19 de noviembre de 1988 retirado)
- Pierre Auguste Gratien Pican, S.D.B. † (19 de noviembre de 1988 por sucesión-12 de marzo de 2010 retirado)
- Jean-Claude Boulanger (12 de marzo de 2010-27 de junio de 2020 retirado)
- Jacques Habert, desde el 10 de noviembre de 2020